# 울라사이

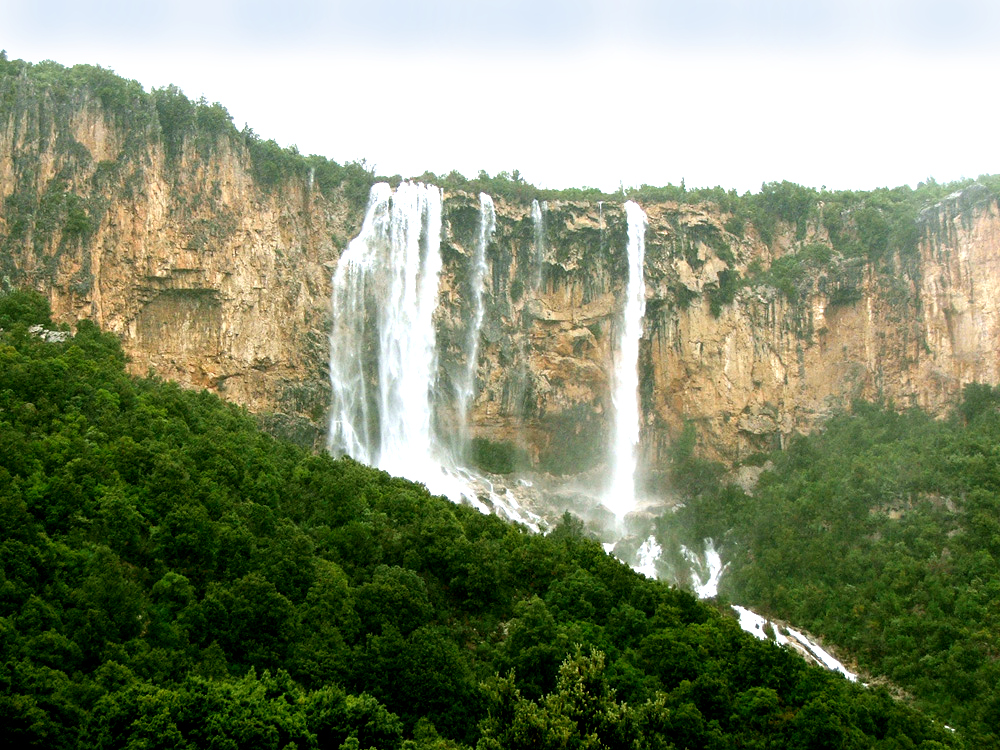
레과르치 폭포

울라사이(Ulassai, 사르데냐어로 울라사)는 이탈리아 사르데냐 주 누오로도에 있는 코무네로, 칼리아리에서 북동쪽으로 약 70 킬로미터 (43 mi) 떨어져 있고, 토르톨리에서 남서쪽으로 약 20 킬로미터 (12 mi) 떨어져 있다.
울라사이는 다음 코무네들과 경계를 이룬다: 에스테르칠리, 가이로, 예르추, 오시니, 페르다스데포구, 세우이, 테르테니아, 우사사이, 빌라푸추.

## 인구 통계
| 연도 | 인구  | ±%     |
| ---- | ----- | ------ |
| 1861 | 1,575 | —      |
| 1871 | 1,591 | +1.0%  |
| 1881 | 1,650 | +3.7%  |
| 1901 | 2,079 | +26.0% |
| 1911 | 2,193 | +5.5%  |
| 1921 | 2,220 | +1.2%  |
| 1931 | 2,247 | +1.2%  |
| 1936 | 2,224 | −1.0%  |

| 연도 | 인구  | ±%     |
| ---- | ----- | ------ |
| 1951 | 2,320 | +4.3%  |
| 1961 | 2,435 | +5.0%  |
| 1971 | 2,193 | −9.9%  |
| 1981 | 2,050 | −6.5%  |
| 1991 | 1,732 | −15.5% |
| 2001 | 1,613 | −6.9%  |
| 2011 | 1,517 | −6.0%  |
| 2021 | 1,369 | −9.8%  |

## 문화

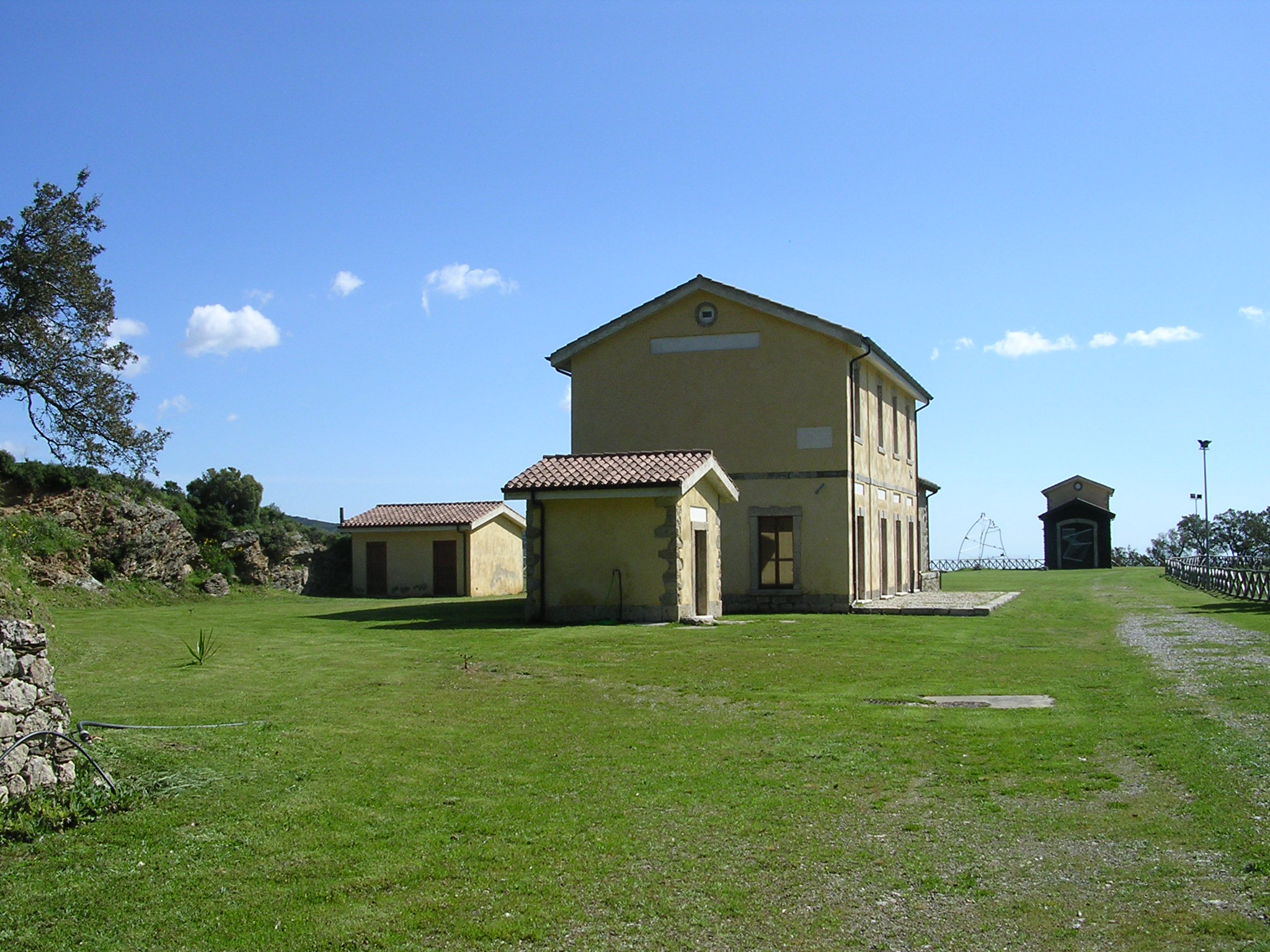
2012년의 스타치오네 델라르테

울라사이의 옛 기차역은 2006년에 설립된 현대 미술관인 "스타치오네 델라르테"로 사용되고 있다. 이곳에는 울라사이에서 태어난 마리아 라이(1919-2013)의 작품 140점이 소장되어 있다.